# Maimará
Maimará est une ville et une municipalité argentine située dans le département de Tilcara et dans la province de Jujuy. Son environnement géographique appartient à la Quebrada de Humahuaca, et sa principale caractéristique est la polychromie de ses collines. Le río Grande coule à quelques mètres de là. Il existe des fermes qui fournissent des fruits et des légumes aux villes voisines. La zone est actuellement peuplée d'habitants d'origines diverses, des migrants boliviens, qui sont les principaux agriculteurs de cette ville, aux migrants d'autres provinces argentines qui ont décidé de s'installer à Maimará.
Maimará signifie « l'autre année » en langue aymara. Les guides touristiques disent que Maimará signifie « étoile filante ».

## Transports
En bus depuis la ville de San Salvador de Jujuy, la durée du trajet est d'environ 2 heures. De Maimara aux villes voisines telles que Tilcara et Purmamarca, il est possible de se déplacer en voiture, en bus, en taxi, en vélo ou même à pied. Depuis Buenos Aires et les provinces centrales du pays, la ville est accessible depuis les routes nationales 9 et 34. La route entre les villes de Salta et de San Salvador de Jujuy est une route en corniche qui suit la route nationale 9. La RN 34 est plus directe et rejoint la route nationale 66 jusqu'à la ville de San Salvador.
Depuis la région d'Antofagasta au Chili, il est possible de rejoindre Purmamarca via le poste frontière de Jama - Ruta 52, où vous continuez sur la RN 9 plus 16 kilomètres vers le nord. De la Quebrada, il est possible de continuer vers la Bolivie avec des correspondances en bus ou en train (sur le territoire bolivien, de Villazón - ville frontière avec l'Argentine - à Uyuni ou Oruro).